# Alfred de Coëtlogon
Pour les autres membres de la famille, voir Famille de Coëtlogon.
César-Bernard-Alfred, comte puis marquis de Coëtlogon, né le 15 août 1810 à Aix et mort le 4 décembre 1889 à Liancourt, est un journaliste français.

## Biographie
Il est né dans une famille d'origine bretonne fidèle à la monarchie française. Il était le fils de Jean-Baptiste-Félicité, comte de Coëtlogon, lieutenant-colonel de cavalerie, et de Marie-Anne-Charlotte-Constance de Clugny, fille du vicomte de Clugny, maréchal de l'armée royale française. Son père avait émigré en 1792, pendant la Révolution française, et servi dans l'Armée de Condé. Son frère Alain était né à Florence en 1807.
Pendant la Restauration, Alfred de Coëtlogon fut page puis officier du roi Charles X jusqu'à sa déchéance dans la révolution de Juillet. Plus tard, dédié au journalisme, il fut rédacteur en chef de la Gazette de France, puis du bimensuel Le Figaro. Il fut également rédacteur en chef du Corsaire, qu'il transforma en journal légitimiste en 1849.
Lors de la troisième guerre carliste de 1872 à 1876, il fut chargé en Catalogne, par Don Carlos, du commandement de tous les étrangers qu'il forma en légion étrangère carliste.
En dehors de ses articles de journaux, il a publié un livre à Brest sur la Basilique Notre-Dame du Folgoët.

## Œuvres
- Dessins histoire et description de l'Église de Notre-Dame du Folgoët (1851)
- Les Fueros Basques (1884)